# Selago melliodora
Selago melliodora är en flenörtsväxtart som beskrevs av O.M. Hilliard. Selago melliodora ingår i släktet Selago och familjen flenörtsväxter. Inga underarter finns listade i Catalogue of Life.